# 단조사고
《단조사고》(檀祖事攷)는 1911년 대종교협제회에서 간행된 책으로, 순한문체로 되어 있다.

## 내용
사서와 민간 자료에서 수집된 단군에 관련된 단편적인 내용을 주제별로 정리하였다. 내편과 외편으로 나뉘어 있다.

## 같이 보기
- 신단민사
- 신단실기